# Taba, Egipt
Taba (în arabă طَابَا, Ṭābā, AFI: [ˈtˤɑːbɑ]) este un oraș egiptean în apropierea vârfului nordic al Golfului Akaba. Lângă Taba se află cel mai aglomerat punct de trecere a frontierei din Egipt în Eilat, Israel. Este cea mai nordică stațiune a Rivierei Mării Roșii din Egipt.

## Istorie
Criza din Taba din 1906 a început când sultanul Abdul Hamid al II-lea al Imperiului Otoman a decis să construiască o garnizoană la Taba. Britanicii au trimis un vapor cu aburi egiptean al Pazei de Coastă pentru a reocupa Naqb el Aqaba și Taba. Când s-au întâlnit cu un ofițer turc care le-a refuzat permisiunea de a debarca, forțele egiptene au ajuns pe Insula Faraonului (în arabă جَزِيْرَةُ فِرعَون Jazīratu Firʽawn) din apropiere. Marina Britanică a trimis nave de război în estul Mediteranei și a amenințat că va ocupa anumite insule de sub administrația Imperiului Otoman. Sultanul a fost de acord să evacueze Taba la 13 mai 1906. Atât Marea Britanie, cât și Imperiul Otoman au convenit să traseze o graniță oficială care să se treacă aproximativ direct de la Rafah în direcția sud-est până la un punct din Golful Aqaba, la cca. 5 km de Aqaba. Granița a fost inițial marcată cu stâlpi de telegraf, iar aceștia au fost ulterior înlocuiți cu stâlpi de hotar.
Taba era situată pe partea egipteană a liniei de armistițiu convenită în 1949. În timpul crizei Suezului din 1956, a fost ocupată pentru scurt timp de Israel, dar a revenit Egiptului când israelienii s-au retras în 1957. Israelul a reocupat Peninsula Sinai după Războiul de Șase Zile din 1967, iar ulterior, în Taba a fost construit un hotel de 400 de camere. În urma tratatului de pace israelo-egiptean din 1979, in care Egiptul și Israelul au negociat poziția exactă a graniței, Israelul a susținut că Taba se afla de partea otomană a graniței convenite între otomani și Egiptul britanic în 1906 și, prin urmare, a fost o eroare în cele două acorduri anterioare ale sale. După o lungă dispută, problema a fost înaintată unei comisii internaționale formată dintr-un israelian, un egiptean și trei străini.
Ambele părți au convenit că toate hărțile din 1915, cu excepția unei hărți turco-germane din 1916, arată Taba pe partea egipteană și că nicio dispută nu a avut loc anterior pe această temă în anii care au trecut. Cu toate acestea, Israelul a susținut că au fost făcute erori atunci când stâlpii de telegraf au fost înlocuiți cu stâlpii de graniță în 1906-1907 și că acordul scris din 1906, mai degrabă decât demarcarea sa cu stâlpii de graniță, era granița legală. Comisia nu a acceptat că stâlpii de hotar au fost amplasați greșit, dar a subliniat că o graniță delimitată acceptată de toate părțile de atât de mult timp a dobândit deja un statut juridic. Pe baza textului tratatului de pace  israelo-egiptean, comisia a decis că granița acceptată în perioada Mandatului a fost cea care a contat, deși nu a acceptat că acea graniță era diferită de frontiera anterioară. O preocupare deosebită a fost asupra pilonului final de graniță din apropierea Golfului Aqaba, care a dispărut. Există fotografii timpurii ale unui stâlp la nord-est de Taba, dar Israelul a susținut că a fost amplasat greșit. Comisia nu a acceptat poziția Israelului și a poziționat pilonul aproape de locul său istoric.
Prin urmare, Israelul și Egiptul au reluat negocierile care s-au încheiat în februarie 1989 și, ca urmare, Taba a fost returnat Egiptului, Hosni Mubarak a ridicat steagul egiptean deasupra orașului la 19 martie 1989. Ca parte a acestui acord ulterior, călătorilor li se permite să treacă din Israel în punctul de control al frontierei Eilat-Taba și să viziteze „Zona de coastă Aqaba din Sinai” (întinsă de la Taba până la Sharm el Sheikh, inclusiv Nuweiba⁠(d), Mănăstirea Sfânta Ecaterina) și Dahab⁠(d)), fără viză timp de 14 zile, făcând din Taba o destinație turistică populară. Stațiunea Înălțimile Taba este situată la aproximativ 20 km sud de Taba. Are mai multe hoteluri mari, inclusiv Hyatt Regency, Marriott, Sofitel și InterContinental. Este, de asemenea, o zonă importantă de scufundări, unde mulți oameni vin fie să facă scufundări libere, fie să învețe să se scufunde prin intermediul numeroaselor cursuri disponibile. Alte facilități de recreere includ un nou teren de golf în stil deșert.
La 24 septembrie 1995, Acordul de la Taba a fost semnat de Israel și Organizația pentru Eliberarea Palestinei la Taba.
La 7 octombrie 2004, hotelul Hilton Taba a fost lovit de o bombă care a ucis 34 de persoane, inclusiv mai mulți israelieni. Douăzeci și patru de zile mai târziu, o anchetă a Ministerului de Interne egiptean cu privire la bombardamente a concluzionat că autorii nu au primit ajutor extern, ci au fost ajutați de beduinii din peninsulă.
În februarie 2014, un autocar care ducea turiști la Mănăstirea Sfânta Ecaterina din Sinai a explodat în Taba, cu puțin timp înainte de a trece granița cu Israel. Cel puțin doi sud-coreeni au fost uciși și 14 răniți. Explozia a fost pusă pe seama teroriștilor.
În ciuda avertismentelor, turismul din Israel către Taba a crescut în 2016, cu mulți călători care au călătorit pentru a se bucura de cea mai nordică stațiune de la Marea Roșie.
La 27 octombrie 2023, o dronă lansată cel mai probabil de rebelii Houthi din Yemen susținuți de Iran, în drum spre Israel, s-a prăbușit în apropierea clădirii unui spital, rănind 6 persoane.

## Geografie

### Climat
Sistemul de clasificare a climei Köppen-Geiger consideră clima locală ca deșert cald (BWh), ca și în restul Egiptului.
| Date climatice pentru Taba                                                                    | Date climatice pentru Taba | Date climatice pentru Taba | Date climatice pentru Taba | Date climatice pentru Taba | Date climatice pentru Taba | Date climatice pentru Taba | Date climatice pentru Taba | Date climatice pentru Taba | Date climatice pentru Taba | Date climatice pentru Taba | Date climatice pentru Taba | Date climatice pentru Taba | Date climatice pentru Taba |
| Luna                                                                                          | Ian                        | Feb                        | Mar                        | Apr                        | Mai                        | Iun                        | Iul                        | Aug                        | Sep                        | Oct                        | Nov                        | Dec                        | Anual                      |
| --------------------------------------------------------------------------------------------- | -------------------------- | -------------------------- | -------------------------- | -------------------------- | -------------------------- | -------------------------- | -------------------------- | -------------------------- | -------------------------- | -------------------------- | -------------------------- | -------------------------- | -------------------------- |
| Maxima medie °C (°F)                                                                          | 20.9 (69,6)                | 22.6 (72,7)                | 25.8 (78,4)                | 29.9 (85,8)                | 33.8 (92,8)                | 37.2 (99)                  | 38.2 (100,8)               | 38.7 (101,7)               | 35.9 (96,6)                | 32.4 (90,3)                | 27.3 (81,1)                | 22.5 (72,5)                | 30,43 (86,78)              |
| Media zilnică °C (°F)                                                                         | 15.6 (60,1)                | 17.0 (62,6)                | 19.9 (67,8)                | 23.8 (74,8)                | 26.5 (79,7)                | 30.4 (86,7)                | 31.8 (89,2)                | 32.2 (90)                  | 30.1 (86,2)                | 26.6 (79,9)                | 21.8 (71,2)                | 17.2 (63)                  | 24,41 (75,93)              |
| Minima medie °C (°F)                                                                          | 10.4 (50,7)                | 11.4 (52,5)                | 14.0 (57,2)                | 17.7 (63,9)                | 19.3 (66,7)                | 23.7 (74,7)                | 25.5 (77,9)                | 25.7 (78,3)                | 24.4 (75,9)                | 20.9 (69,6)                | 16.3 (61,3)                | 11.9 (53,4)                | 18,43 (65,18)              |
| Minima istorică °C (°F)                                                                       | 3 (37)                     | 3 (37)                     | 8 (46)                     | 11 (52)                    | 16 (61)                    | 21 (70)                    | 22 (72)                    | 23 (73)                    | 21 (70)                    | 16 (61)                    | 8 (46)                     | 5 (41)                     | 3 (37)                     |
| Precipitații mm (inches)                                                                      | 4 (0.16)                   | 6 (0.24)                   | 5 (0.2)                    | 3 (0.12)                   | 1 (0.04)                   | 0 (0)                      | 0 (0)                      | 0 (0)                      | 0 (0)                      | 1 (0.04)                   | 3 (0.12)                   | 6 (0.24)                   | 29 (1,14)                  |
| Umiditate [%]                                                                                 | 50                         | 51                         | 47                         | 38                         | 35                         | 29                         | 25                         | 32                         | 40                         | 45                         | 47                         | 50                         | 40,8                       |
| Nr. mediu de zile ploioase                                                                    | 2                          | 1                          | 2                          | 1                          | 1                          | 0                          | 0                          | 0                          | 0                          | 0                          | 1                          | 2                          | 10                         |
| Sursa nr. 1: Climate-Data.org, altitude: 14m                                                  |                            |                            |                            |                            |                            |                            |                            |                            |                            |                            |                            |                            |                            |
| Sursa nr. 2: BBC Weather for records and humidity, Weather2Travel for rainy days and sunshine |                            |                            |                            |                            |                            |                            |                            |                            |                            |                            |                            |                            |                            |

Temperaturile din înălțimile Taba sunt puțin mai reci și au zile puțin mai ploioase cu mai puțin soare. 
| Date climatice pentru Taba heights | Date climatice pentru Taba heights | Date climatice pentru Taba heights | Date climatice pentru Taba heights | Date climatice pentru Taba heights | Date climatice pentru Taba heights | Date climatice pentru Taba heights | Date climatice pentru Taba heights | Date climatice pentru Taba heights | Date climatice pentru Taba heights | Date climatice pentru Taba heights | Date climatice pentru Taba heights | Date climatice pentru Taba heights | Date climatice pentru Taba heights |
| Luna                               | Ian                                | Feb                                | Mar                                | Apr                                | Mai                                | Iun                                | Iul                                | Aug                                | Sep                                | Oct                                | Nov                                | Dec                                | Anual                              |
| ---------------------------------- | ---------------------------------- | ---------------------------------- | ---------------------------------- | ---------------------------------- | ---------------------------------- | ---------------------------------- | ---------------------------------- | ---------------------------------- | ---------------------------------- | ---------------------------------- | ---------------------------------- | ---------------------------------- | ---------------------------------- |
| Maxima medie °C (°F)               | 20 (68)                            | 22 (72)                            | 25 (77)                            | 29 (84)                            | 33 (91)                            | 36 (97)                            | 37 (99)                            | 38 (100)                           | 35 (95)                            | 32 (90)                            | 27 (81)                            | 22 (72)                            | 30 (85,4)                          |
| Minima medie °C (°F)               | 10 (50)                            | 11 (52)                            | 14 (57)                            | 17 (63)                            | 19 (66)                            | 23 (73)                            | 25 (77)                            | 25 (77)                            | 24 (75)                            | 20 (68)                            | 16 (61)                            | 12 (54)                            | 18 (64,4)                          |
| Precipitații mm (inches)           | 3 (0.12)                           | 5 (0.2)                            | 5 (0.2)                            | 3 (0.12)                           | 1 (0.04)                           | 0 (0)                              | 0 (0)                              | 0 (0)                              | 0 (0)                              | 1 (0.04)                           | 3 (0.12)                           | 4 (0.16)                           | 25 (0,98)                          |
| Nr. mediu de zile ploioase         | 2                                  | 2                                  | 2                                  | 2                                  | 1                                  | 0                                  | 0                                  | 0                                  | 0                                  | 1                                  | 1                                  | 2                                  | 13                                 |
| Sursă: Weather2Travel              |                                    |                                    |                                    |                                    |                                    |                                    |                                    |                                    |                                    |                                    |                                    |                                    |                                    |

| ian           | feb           | Mar           | Aprilie       | Mai           | Iunie         | iul           | aug           | sept          | oct           | nov           | Dec           |
| ------------- | ------------- | ------------- | ------------- | ------------- | ------------- | ------------- | ------------- | ------------- | ------------- | ------------- | ------------- |
| 22 °C (72 °F) | 21 °C (70 °F) | 21 °C (70 °F) | 23 °C (73 °F) | 25 °C (77 °F) | 26 °C (79 °F) | 28 °C (82 °F) | 28 °C (82 °F) | 28 °C (82 °F) | 27 °C (81 °F) | 25 °C (77 °F) | 23 °C (73 °F) |

### Zona protejată Taba

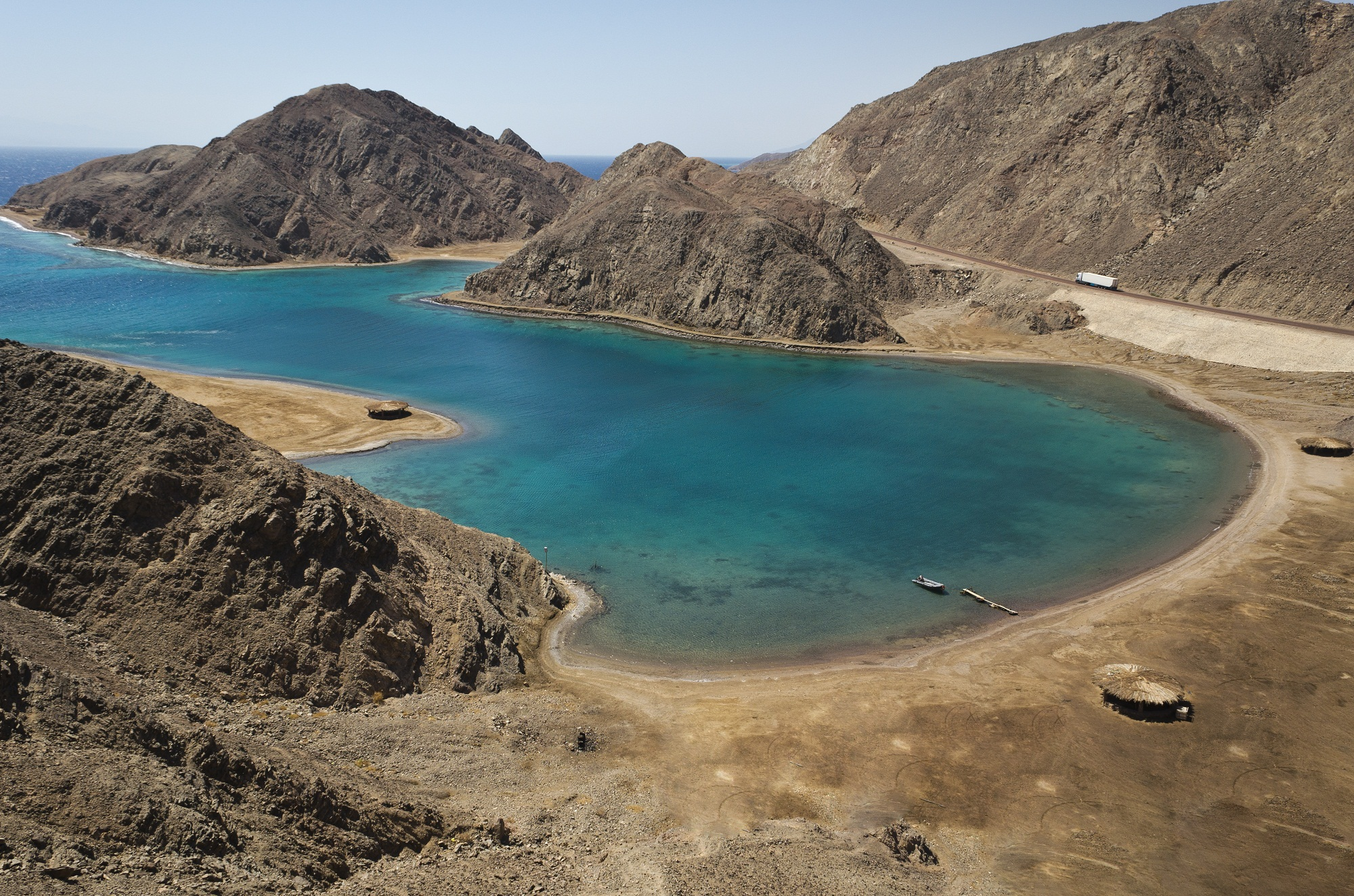
Fjord Bay, un loc rar de reproducere a rechinilor de coastă, a fost păstrat și închis pentru turiști

Situat chiar la sud-vest de Taba este o zonă protejată de 3,590 kilometri pătrați (1,386 mi2), inclusiv formațiuni geologice, cum ar fi peșteri, un șir de văi și pasaje muntoase. În zonă sunt și câteva izvoare naturale. Zona are 25 de specii de mamifere, 50 de specii de păsări rare și 24 de specii de reptile. 

## Transport

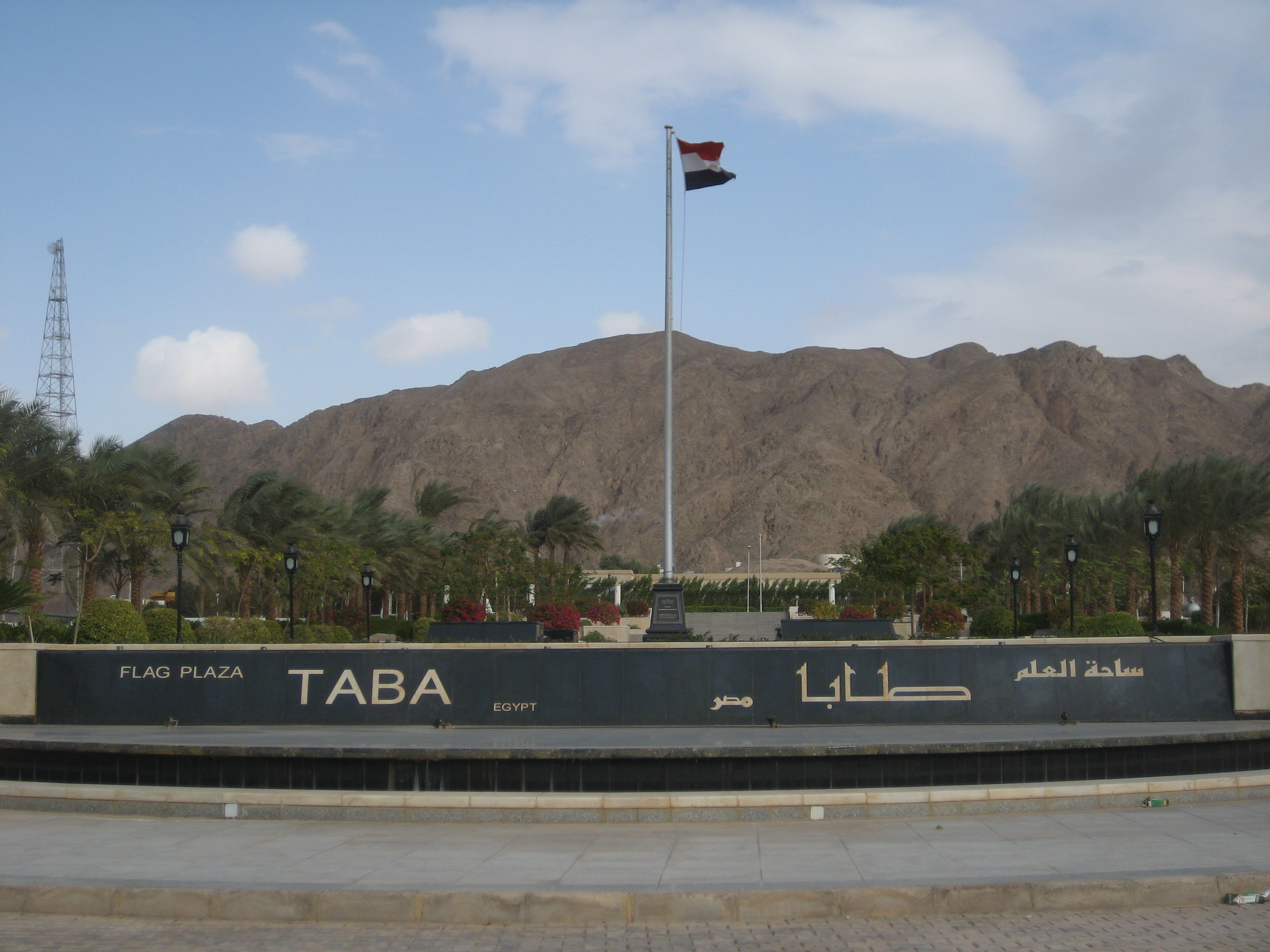
Piața Flag Plaza, Taba

Deoarece Taba a existat doar ca un mic sat de beduini, nu a avut niciodată o infrastructură reală de transport. Mai recent, Aeroportul Al Nakb, situat pe platoul Sinai la aproximativ 35 kilometri (22 mi) de Taba, a fost modernizat și redenumit Aeroportul Internațional Taba (IATA: TCP, ICAO: HETB), iar acum se ocupă de cca. șase zboruri charter pe săptămână dinspre Marea Britanie, precum și zboruri charter săptămânale din Belgia, Rusia, Danemarca și Țările de Jos. Mulți turiști intră prin punctul de trecere a frontierei Taba din Eilat, Israel, iar un port de agrement a fost construit în noua dezvoltare Taba Heights, aproximativ 20 kilometri (12 mi) la sud de Taba. Se fac dese navigații cu feribotul către Aqaba în Iordania, dar sunt limitate la excursii organizate.